# Industrielle Heizungssteuerung
Eine industrielle Heizungssteuerung ist ein Gerät für industrielle Anlagen, das die Steuerung, Absicherung und Überwachung von elektrischen Heizelementen wie z. B. Infrarotstrahlern übernimmt.

## Hintergrund
Bei Herstellungsprozessen, in denen die Temperatur ein kritischer Parameter ist, können bereits Abweichungen von wenigen Grad enorme Qualitätsprobleme verursachen. Um dies zu vermeiden und die Ausschussrate zu minimieren, ist ein höchst präzises, zuverlässiges und individuelles Ansteuern der ohmschen Verbraucher unerlässlich. Deshalb verwenden Anwender weltweit, in zahlreichen Branchen – von der Automobilindustrie bis hin zur Nahrungs- und Genussmittelindustrie – kompakte industrielle Heizungssteuerungen.

## Grundlagen
Für die Ansteuerung eines elektrischen Heizelements werden prinzipiell ein geeignetes Schaltelement und eine Absicherung benötigt. Um mehrere elektrische Heizelemente in industriellen Anlagen automatisiert betreiben zu können, ist es zudem erforderlich, jedes einzelne Schaltelement mit einem Ausgang einer speicherprogrammierbaren Steuerung zu verbinden.
Soll der Ausfall eines einzelnen elektrischen Heizelementes erkannt werden, müssen geeignete Messgeräte in das Automatisierungskonzept der Anlage integriert werden.

## Vorteile
Kompakte industrielle Heizungssteuerungen haben Schaltelemente, Absicherungen sowie Diagnosevorrichtungen meistens in einem Gerät integriert und verfügen in der Regel über eine Feldbus-Schnittstelle, die eine Anbindung an eine speicherprogrammierbare Steuerung ermöglicht.
Dies bietet folgende Vorteile:
- Platzersparnis im Schaltschrank
- Reduzierung des Verdrahtungsaufwandes
- kurze Instandhaltungszeiten durch lokalisierte Fehlermeldungen
- hohe Anlagensicherheit durch frühzeitiges Erkennen von Störungen
- komfortable Bedienung, Steuerung und Kontrolle der elektrischen Heizelemente in der speicherprogrammierbaren Steuerung

## Anwendungsgebiete
Faktisch gibt es heutzutage kaum ein industriell gefertigtes Produkt, das bei seiner Entstehung nicht mindestens einmal thermisch behandelt wird. Industrielle Heizungssteuerungen steuern deshalb in vielen Branchen und Industriezweigen Wärmeprozesse.

### Nahrungs- und Genussmittelindustrie
In der Nahrungs- und Genussmittelindustrie tragen industrielle Heizungssteuerungen zu den dort geforderten Produkteigenschaften bei, z. B. beim Rösten von Nüssen, beim Einschweißen von Lebensmitteln oder beim Vorbacken von Fertiggerichten.

### Photovoltaik-Industrie
Kompakte Heizungssteuerungen sorgen in der Photovoltaik-Industrie für ein exaktes Temperaturprofil und sichern so eine Maximierung des Wirkungsgrads der Solarzellen, z. B. bei der Substrat-Trocknung oder beim Vorwärmen von Diffusions- und Sputterprozessen.

### Automobilindustrie
In der Automobilindustrie durchlaufen Materialien vielfältige thermische Prozesse, die eine höchst präzise Steuerung erfordern, um optimale Endprodukte zu gewährleisten, z. B. beim Trocknen von Lacken/Beschichtungen oder Erwärmen von Kunststoffleisten.

### Kunststoffindustrie
Die Prozess- und Produkttemperatur ist in der Kunststoffindustrie, z. B. beim Thermoformen, PET-Blasformen, Blasformen oder bei der Extrusion, ein wichtiger Faktor für die Qualität des Endprodukts, wenn nicht sogar der wichtigste.